# Campeonato de Primera División 1893 (Argentina)
The Argentine Association Football League 1893, luego llamado oficialmente Championship Cup 1893, fue el segundo campeonato de fútbol que se disputó en Buenos Aires, y el primero de la mencionada asociación. Se jugó en dos ruedas de todos contra todos, entre el 23 de abril y el 30 de julio.
Fue el primer campeonato organizado por la segunda Argentine Association Football League, entidad fundada el 21 de febrero de 1893 por Alejandro Watson Hutton y considerada oficialmente como predecesora de la Asociación del Fútbol Argentino.
El campeón fue el Lomas Athletic Club, que obtuvo el torneo sin sufrir derrotas, siendo así el primer campeón invicto en la historia del fútbol argentino. De este modo, se dio inicio a un ciclo de conquistas que llegó hasta 1898, transformándolo en el primer multicampeón del fútbol argentino.
Por otra parte, los últimos dos equipos perdieron la afiliación y no pudieron disputar el siguiente campeonato.

## Equipos
| Equipo                           |
| -------------------------------- |
| Buenos Aires & Rosario Railway   |
| Buenos Aires English High School |
| Flores Athletic                  |
| Lomas Athletic                   |
| Quilmes Rowers                   |

## Tabla de posiciones final
| Pos | Equipo                           | Pts | PJ | G | E | P | GF | GC | Dif |
| --- | -------------------------------- | --- | -- | - | - | - | -- | -- | --- |
| 1º  | Lomas Athletic                   | 15  | 8  | 7 | 1 | 0 | 26 | 2  | 24  |
| 2º  | Flores Athletic                  | 10  | 8  | 5 | 0 | 3 | 19 | 10 | 10  |
| 3º  | Quilmes Rowers                   | 9   | 8  | 3 | 3 | 2 | 12 | 11 | 1   |
| 4º  | Buenos Aires English High School | 4   | 8  | 1 | 2 | 5 | 6  | 25 | -19 |
| 5º  | Buenos Aires & Rosario Railway   | 2   | 8  | 0 | 2 | 6 | 4  | 19 | -15 |

|  | Campeón.                                            |
|  | Desafiliados.                                       |
|  | Se retiró de la competencia al finalizar el torneo. |

## Resultados
| Resultados                          | Resultados | Resultados             | Resultados  |
| Fecha 1                             | Fecha 1    | Fecha 1                | Fecha 1     |
| Local                               | Resultado  | Visitante              | Fecha       |
| ----------------------------------- | ---------- | ---------------------- | ----------- |
| Flores Athletic                     | 2 - 4      | Quilmes                | 23 de abril |
| Lomas Athletic                      | 3 - 0      | BA & Rosario Railway   | 23 de abril |
| Fecha Libre: BA English High School |            |                        |             |
| Fecha 2                             |            |                        |             |
| Local                               | Resultado  | Visitante              | Fecha       |
| BA English High School              | 2 - 0      | BA & Rosario Railway   | 29 de abril |
| Lomas Athletic                      | 2 - 2      | Quilmes                | 21 de mayo  |
| Fecha Libre: Flores Athletic        |            |                        |             |
| Fecha 3                             |            |                        |             |
| Local                               | Resultado  | Visitante              | Fecha       |
| Quilmes                             | 2 - 0      | BA & Rosario Railway   | 3 de mayo   |
| BA English High School              | 0 - 5      | Lomas Athletic         | 11 de mayo  |
| Fecha Libre: Flores Athletic        |            |                        |             |
| Fecha 4                             |            |                        |             |
| Local                               | Resultado  | Visitante              | Fecha       |
| BA & Rosario Railway                | 1 - 2      | Flores Athletic        | 14 de mayo  |
| BA English High School              | 2 - 2      | Quilmes                | 1 de junio  |
| Fecha Libre: Lomas Athletic         |            |                        |             |
| Fecha 5                             |            |                        |             |
| Local                               | Resultado  | Visitante              | Fecha       |
| BA English High School              | 2 - 5      | Flores Athletic        | 24 de mayo  |
| BA & Rosario Railway                | 0 - 2      | Lomas Athletic         | 18 de junio |
| Fecha Libre: Quilmes                |            |                        |             |
| Fecha 6                             |            |                        |             |
| Local                               | Resultado  | Visitante              | Fecha       |
| Flores Athletic                     | 2 - 0      | BA English High School | 25 de mayo  |
| BA & Rosario Railway                | 2 - 2      | Quilmes                | 2 de julio  |
| Fecha Libre: Lomas Athletic         |            |                        |             |
| Fecha 7                             |            |                        |             |
| Local                               | Resultado  | Visitante              | Fecha       |
| Lomas Athletic                      | 1 - 0      | Flores Athletic        | 28 de mayo  |
| BA & Rosario Railway                | 0 - 0      | BA English High School | 15 de julio |
| Fecha Libre: Quilmes                |            |                        |             |
| Fecha 8                             |            |                        |             |
| Local                               | Resultado  | Visitante              | Fecha       |
| Flores Athletic                     | 0 - 1      | Lomas Athletic         | 11 de junio |
| Quilmes                             | PG - PP    | BA English High School | 30 de julio |
| Fecha Libre: BA & Rosario Railway   |            |                        |             |
| Fecha 9                             |            |                        |             |
| Local                               | Resultado  | Visitante              | Fecha       |
| Quilmes                             | 0 - 2      | Flores Athletic        | 18 de junio |
| Lomas Athletic                      | 11 - 0     | BA English High School | 29 de junio |
| Fecha Libre: BA & Rosario Railway   |            |                        |             |
| Fecha 10                            |            |                        |             |
| Local                               | Resultado  | Visitante              | Fecha       |
| Quilmes                             | 0 - 1      | Lomas Athletic         | 23 de julio |
| Flores Athletic                     | 6 - 1      | BA & Rosario Railway   | 30 de julio |
| Fecha Libre: BA English High School |            |                        |             |
| Partidos anulados                   |            |                        |             |
| Flores Athletic                     | 0 - 1      | Lomas Athletic         | 16 de julio |

## Desafiliaciones y afiliaciones
Quilmes Rowers y Buenos Aires English High School fueron desafiliados, mientras que Buenos Aires & Rosario Railway se retiró de la competencia. Con la incorporación para el torneo de 1894 de Rosario Athletic, Lobos Athletic, Saint Andrew's y Retiro Athletic, el número de participantes aumentó a 6.